# Flip (Zauberkünstler)

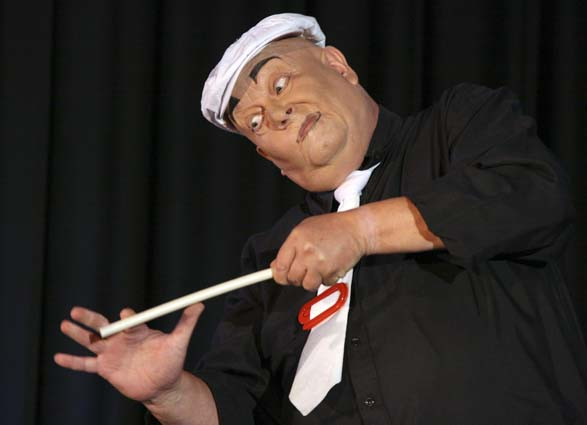
Der Zauberkünstler Flip in seiner Darbietung: Duplo-Magic

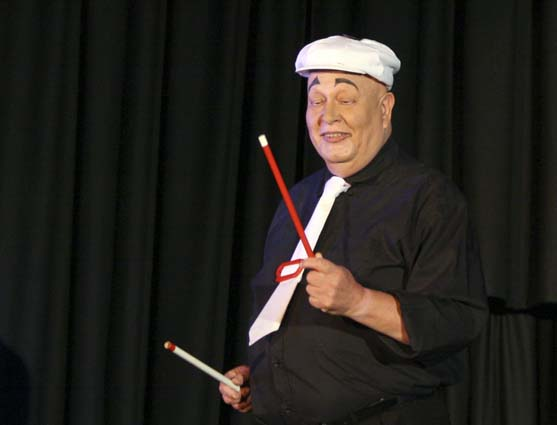
Der Zauberkünstler Flip in seiner Darbietung: Duplo-Magic

Der Zauberkünstler Flip auf der Titelseite der Zeitschrift Magische Welt, 2007

Flip (* 3. Juni 1941 in Rotterdam als Flip Hallema) ist ein niederländischer Zauberkünstler, Erfinder, Autor und Dozent.

## Leben
Flip wurde als Sohn des Architekten Guido Hallema und An Faber in Rotterdam geboren. Als er neun Jahre alt war, zeigte ihm sein Vater die ersten Zauberkunststücke, die dieser häufig an Flips Geburtstagen und auch für die Schwester zeigte. Weitere Kunststücke lernte Filp von einem älteren Zauberkünstler, der ihm auch Nachhilfe in Mathematik erteilte.
Mit 12 Jahren begann Flip, eigene Kunststücke zu kreieren.
Seine Kunststück-Kreationen „Flip-Stick“ und „Vanishing Glass“ wurden 1972 in das Standardwerk der Zauberkunst Tarbell Course in Magic aufgenommen.
Als Flip 16 Jahre alt war, begann er ein Kunststudium und studierte Grafik-Design. Zwei Jahre später wurde Flip Mitglied in dem Zauberklub „De Magische Liga 52 Schakels“, in dem auch Fred Kaps und Richard Ross Mitglieder waren.
Nachdem Flip sein Diplom als Produkt-Designer abgelegt hatte, wollte er zunächst in einer Werbeagentur arbeiten, wurde aber zum Militär eingezogen. Danach fand er eine Anstellung bei einer Essbesteckfirma, machte sich jedoch schon bald danach als freiberuflicher Designer selbstständig. Parallel dazu betätigte er sich Zauberkünstler.
1970 entwickelte er seine Darbietung mit dem Titel „Duplo-Magic“, in der sich die Gegenstände verdoppelten.
1972 verlor er all seine Haare. Im selben Jahr unternahm er eine Seminartour durch die USA. 1973 wurde Flip Berufszauberkünstler. Einer seiner ersten Verträge führte ihn nach Paris, wo er in dem Eiffelturm-Restaurant zusammen mit Fred Kaps und Richard Ross auftrat.
1974 wurde er mit seiner Darbietung in den USA verpflichtet, wo ihn die Autorin Hayla M. Clark sah und ihn für ihr Buch „The World’s Greatest Magic“ porträtierte.
Anfang der 1980er Jahre ging er nach Spanien und führte mit seiner zweiten Frau bis 1990 das Zaubergeschäft „El Rey de la Magia“. Auch führte er in dieser Zeit ein kleines Close-up-Theater.
1990 zog Flip wieder zurück nach Holland.
Von 2009 bis 2016 war Flip Präsident des holländischen Zaubervereins „Nederlandse Magische Unie“ (NMU).

## Kreationen
- Flip-Stick
- Flip’s Vanishing Glass

## TV-Sendung
- Die Kunst der Täuschung, zusammen mit Wittus Witt, Fernsehfilm von Mario Angelo und Wolf Hengstenberg, WDR, 1984

## Veröffentlichungen
- Some Manuscriptricks, 1982
- Flip-Strips, 1983
- What Is In A Name, 1988
- Fl!p-Ping My Top-Secrets, Herrenberg 1981
- Flip-Strips Lecture FISM-Madrid, 1985